# Avesta
Avesta este o culegere de texte mitologice și religioase persane, devenită cartea sfântă în Mazdeism, atribuită profetului iranian legendar Zarathustra.
Învățăturile din Avesta s-au transmis oral și au fost strânse și consemnate în scris pe vremea Sasanizilor (sec. III d.Hr.). Scrierea e cunoscută și sub numele de Zend-Avesta („Avesta și Comentar“), formată din 4 părți. Primele trei părți, care formează „Marea-Avesta“, cuprind texte liturgice, iar partea a patra, „Mica-Avesta“, cuprinde scurte texte religioase, un calendar, formule de rugăciuni ș.a. Redactarea Avestei s-a făcut în limba pehlevi, persana medie, adică limba iraniană din vremea Sasanizilor.